# Апостольская префектура Хайчжоу
Апостольский префектура Хайчжоу (лат. Praefectura Apostolica Haichovensis) — апостольская префектура Римско-Католической церкви с центром в городе Хайчжоу, Китай. Апостольская префектура Хайчжоу распространяет свою юрисдикцию на часть территории провинции Цзянсу. Апостольская префектура Хайчжоу подчиняется непосредственно Святому Престолу.

## История
9 июня 1949 года Римский папа Пий XII издал буллу Recta Ecclesiarum, которой учредил апостольскую префектуру Баоцзина, выделив её из епархии Шанхая.

## Ординарии апостольской префектуры
- священник Ferdinand Lacretelle (21.02.1951 — 1983);
  - Sede vacante — с 1983 года по настоящее время.

## Источник
- Annuario Pontificio, Libreria Editrice Vaticana, Città del Vaticano, 2003, ISBN 88-209-7422-3
- Булла Recta Ecclesiarum, AAS 41 (1949), стр. 586  (лат.)